# Kolderbos
Kolderbos är en skog i Belgien.   Den ligger i provinsen Limburg och regionen Flandern, i den östra delen av landet, 80 km öster om huvudstaden Bryssel.
Runt Kolderbos är det i huvudsak tätbebyggt. Runt Kolderbos är det ganska tätbefolkat, med 248 invånare per kvadratkilometer.